# Liste de musées au Panama
Cet article recense les musées du Panama.
| Nom du musée                                           | Localisation                                                      | Thématique                   | Observation                           | Photo |
| ------------------------------------------------------ | ----------------------------------------------------------------- | ---------------------------- | ------------------------------------- | ----- |
| Musée Afro-Antillais de Panama (en)                    | Calle 21 y Avenida Justo Arosemena, Calidonia (Panama) (es)       | Ethnique                     | Site web                              |       |
| Biomuseo (es)                                          | 136, Amador Causeway, Panama                                      | Histoire naturelle du Panama | Site web                              |       |
| Musée Belisario Porras (es)                            | Avenida Belisario-Porras, Las Tablas, Panama                      | Biographie                   | Site web                              |       |
| Palazio Bolivar                                        | Calle 3B Sur, centre historique, Panama                           |                              | Site web                              |       |
| Musée Banco Nacional                                   | Calle 34 Este, Panama                                             | Numismatique                 | Site web                              |       |
| Finca Pausílipo (es)                                   | Las Tablas, Panama                                                | Biographie                   | Site web                              |       |
| Musée Manuel F. Zárate (es)                            | Calle 21 de Enero, Guararé                                        | Biographie (es)              | Site web                              |       |
| Centre des expositions marines de Punta Culebra (es)   | Île Naos, Panama                                                  | Histoire naturelle du Panama | Site web                              |       |
| Musée du sel et du sucre de Stella Sierra              | Avenida Rodolfo-Chiari, Aguadulce                                 | Histoire                     | Site web                              |       |
| Musée d'Art Contemporain (Panama) (es)                 | Calle San-Blas, Panama                                            | Art                          | Site web                              |       |
| Palais municipal de Panama (es)                        | Calle 7a Oeste, Panama                                            | Histoire                     | Site web                              |       |
| Musée de la nationalité de l'héroïque Villa Los Santos | Carretera Nacional Via Las Tablas, La Villa de Los Santos         | Histoire                     | Site web                              |       |
| Musée des sciences naturelles                          | Calle 29 Este, Panama                                             | Sciences naturelles          | Site web                              |       |
| Musée d'Histoire et d'Art José de Obaldía              | Avenida 8° Este, David                                            | Histoire                     | Site web                              |       |
| Musée du canal interocéanique                          | Plaza de la Independencia, centre historique de Panamá            | Histoire du canal            | Site web                              |       |
| Musée de Penonomé                                      | Calle San Antonio, Barrio de San Antonio, Penonomé                | Histoire                     | Site web                              |       |
| Musée des Douanes de Portobelo                         | En face du parc Portobelo                                         | Histoire                     | Site web                              |       |
| Musée anthropologique Reina Torres de Araúz (es)       | Plaza 5 de Mayo, Panama                                           | Anthropologie                | Site web                              |       |
| Musée d'Art Religieux                                  | Calle 3 et avenida A, corregimiento de San Felipe                 | Art religieux                | Site web                              |       |
| Musée Ricardo J. Alfaro                                | Calle 44 et Calle Colombia, Bella Vista (Panama, Panama) (es)     | Histoire                     | Site web                              |       |
| Explora - centre de science et d'art                   | Avenida Condado de Rey, Panama                                    | Sciences et arts             | Site web                              |       |
| Musée du vieux Panama (Panamá Viejo)                   | Panama Viejo                                                      | Histoire                     | Site web                              |       |
| Musée du Parc Archéologique El Caño                    | El Caño, District de Nata, Province de Coclé                      | Histoire                     | Site web                              |       |
| Musée de Herrera, Fabio Rodríguez                      | Calle Manuel María Correa et avenida Julio Arjona, Chitré-Herrera | Écologie, archéologie        | Museo de Herrera Fabio Rodríguez Ríos |       |
| Musée del Cristo Negro de Portobelo (es)               | Portobelo                                                         |                              | Site web                              |       |
| Musée Historique et Ethnographique Julio Gómez Ruíz    | Chiriquí                                                          | Histoire et ethnographie     | Site web                              |       |
| Parc archéologique de Petroglifo el Nancito            | Chiriquí                                                          | Histoire                     | Site web                              |       |
| Musée Régional de Veraguas                             | Veraguas                                                          | Histoire                     | Site web                              |       |
| Centre d'accueil des écluses de Miraflores             | Écluses de Miraflores                                             | Histoire du canal            | Site web                              |       |
| Musée Centre Culturel Casa Góngora                     | Panama                                                            |                              | Site web                              |       |
| Musée de Monseigneur Marcos Gregorio Mcgrath           | Panama                                                            | Marcos Gregorio Mcgrath (es) | Site web                              |       |